# Yokohama Dreamland
Koordinaten: 35° 22′ 59″ N, 139° 29′ 43″ O
Das Yokohama Dreamland (jap. 横浜ドリームランド, Yokohama Dorīmurando) war ein Freizeitpark in Japan. Er befand sich im Bezirk Totsuka-ku der Stadt Yokohama in der Präfektur Kanagawa und war von 1964 bis 2002 in Betrieb.

## Geschichte
Nachdem das von Kunizo Matsuo geleitete Unternehmen Japan Dream Tourism 1961 bereits das Nara Dreamland gebaut hatte, baute es anschließend einen weiteren Freizeitpark am südlichen Stadtrand von Yokohama. Er öffnete seine Tore am 1. August 1964 und war damals mit einer Fläche von 132 Hektar der größte Freizeitpark Japans. Am 28. März 1965 kam das Hotel Empire hinzu; dieses 68 Meter hohe Hotel mit 21 Stockwerken war drei Jahre lang des höchste Gebäude Japans. Zuoberst in dem Gebäude, dessen Dach einer Pagode nachempfunden ist, befand sich ein Drehrestaurant.
Bezüglich der Verkehrsanbindung lag das Dreamland sehr ungünstig. So benötigte ein Bus an Wochenenden auf den völlig überlasteten Straßen vom nächstgelegenen Bahnhof Ōfuna bis zu eine Stunde. Aus diesem Grund begannen bald darauf die Bauarbeiten an der Yokohama Dreamland Monorail. Die 5,3 km lange Einschienenbahn wurde am 2. Mai 1966 eröffnet und benötigte nur eine Fahrtzeit von acht Minuten. Bereits am 27. September 1967 musste der Betrieb wegen schwerwiegender Baumängel eingestellt werden, die offizielle Stilllegung der Monorail erfolgte jedoch erst im Jahr 2002.
1993 ging Japan Dream Tourism in den Besitz der Einzelhandelskette Daiei über. Sie versuchte den heruntergewirtschafteten Freizeitpark neu zu beleben, aber ohne Erfolg. Aufgrund finanzieller Probleme beschloss Daiei neun Jahre später, das Dreamland zu schließen. Letzter Betriebstag war der 17. Februar 2002; damals betrug die Fläche noch 14,5 Hektar. Das Gelände des ehemaligen Freizeitparks wird heute von der privaten Pharmazeutischen Universität Yokohama (Yokohama Yakka Daigaku) genutzt, die im April 2006 ihren Lehrbetrieb aufnahm; das umgebaute Hotel Empire dient dabei als Universitätsbibliothek.

## Attraktionen
Im Yokohama Dreamland standen unter anderem folgende Achterbahnen:
| Name          | Typ             | Länge | Höhe | Tempo   | in Betrieb |
| ------------- | --------------- | ----- | ---- | ------- | ---------- |
| Bobsled       | Stahlachterbahn | 400 m | 12 m | 50 km/h | 1964–2002  |
| Kid’s Coaster | Stahlachterbahn | ?     | ?    | ?       | bis 2002   |
| Shuttle Loop  | Stahlachterbahn | 220 m | 42 m | 86 km/h | 1979–2002  |